# Chiara Siracusa
Chiara Siracusa of kortweg Chiara (Valletta, 25 september 1976) is een Maltees zangeres.

## Biografie
In 1998 won ze Malta Song for Europe, de Maltese voorronde van het Eurovisiesongfestival, met de ballade The one that I love. Bij het Eurovisiesongfestival 1998 in Birmingham (1998) speelde ze samen met Dana International (Israël) haasje-over in de rangschikking en tot op het laatste moment zat ze in de running voor de overwinning. Macedonië gaf slechts 8 punten aan Israël en Malta droomde al van de overwinning, maar Macedonië had helemaal geen punten voor Malta waardoor Israël won, het Verenigd Koninkrijk tweede werd en Malta derde.
In 2005 vond Chiara de tijd rijp om opnieuw naar het Songfestival te gaan, met de ballade Angel; door het goede resultaat in 2004 hoefde Malta niet langs de halve finale. Ze streed op het Eurovisiesongfestival 2005 in Kiev samen met Elena Paparizou, die in 2001 ook al eens derde werd, om de overwinning; ze deed het uiteindelijk beter dan in 1998, door tweede te worden.
Vier jaar later probeerde Chiara het voor de derde keer en ook deze keer won ze de Maltese voorronde met de ballade What if we. Het lied werd geschreven door de Belgische componist Marc Paelinck, die hierdoor zelf ook voor de derde keer een Eurovisielied had na Sister van Sergio en 1 Life van Xandee. Op het Eurovisiesongfestival 2009 in Moskou bereikte ze de finale, waar ze 22ste werd met 31 punten.

## Discografie
- 1998 – Shades of one
- 2000 – What you want
- 2003 – Covering diversions
- 2005 – Angel
- 2005 – Here I am

1971: Joe Grech · 
1972: Helen & Joseph · 
1975: Renato · 
1991: Paul Giordimaina & Georgina · 
1992: Mary Spiteri · 
1993: William Mangion · 
1994: Chris & Moira · 
1995: Mike Spiteri · 
1996: Miriam Christine · 
1997: Debbie Scerri · 
1998: Chiara · 
1999: Times Three · 
2000: Claudette Pace · 
2001: Fabrizio Faniello · 
2002: Ira Losco · 
2003: Lynn Chircop · 
2004: Julie & Ludwig · 
2005: Chiara · 
2006: Fabrizio Faniello · 
2007: Olivia Lewis · 
2008: Morena · 
2009: Chiara · 
2010: Thea Garrett · 
2011: Glen Vella · 
2012: Kurt Calleja · 
2013: Gianluca Bezzina · 
2014: Firelight · 
2015: Amber · 
2016: Ira Losco · 
2017: Claudia Faniello · 
2018: Christabelle · 
2019: Michela · 
2021: Destiny Chukunyere · 
2022: Emma Muscat · 
2023: The Busker · 
2024: Sarah Bonnici · 
2025: Miriana Conte
- Gemeinsame Normdatei: 135090253
- International Standard Name Identifier: 0000 0003 7415 4611
- Library of Congress Control Number: no2007156965
- MusicBrainz: a2b27666-6c0c-4303-b5c6-5870b77eed19
- Virtual International Authority File: 79958416